# Vazgen Sargsian

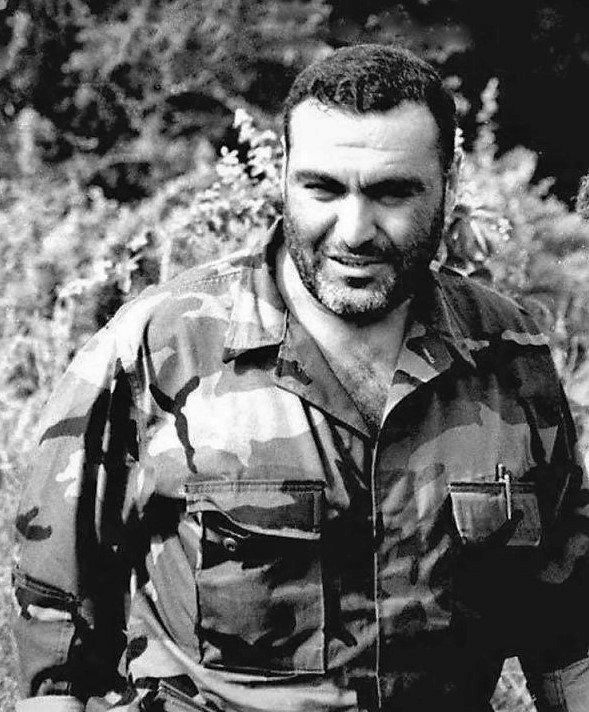
Vazgen Sargsian.

Vazgen Zaveni Sargsian (armeniska: Վազգեն Զավենի Սարգսյան), född 5 mars 1959 i Ararat i Armenien, död 27 oktober 1999 i Jerevan i Armenien, var från 11 juni till 27 oktober 1999 Armeniens premiärminister. 
Sargsian dödades den 27 oktober 1999 tillsammans med talmannen, och sex andra politiker, vid en beskjutning av parlamentet av en grupp beväpnade män.